# Gora Evstifeeva
Gora Evstifeeva (englische Transkription von russisch Гора Евстифеева Gora Jewstifejewa) ist ein Nunatak im Süden des Palmerlands auf der Antarktischen Halbinsel. Er ragt nordwestlich des Lang-Nunataks auf.
Russische Wissenschaftler benannten ihn. Der weitere Benennungshintergrund ist nicht überliefert.